# Luciano (nome)
Luciano  è un nome proprio di persona italiano maschile.

## Varianti
- Maschili
  - Ipocoristici: Ciano[2], Luci[4]
- Femminili: Luciana[1][2][4][5]
  - Ipocoristici: Ciana[2], Luci[4]

### Varianti in altre lingue
- Basco: Luken[3][6]
- Catalano: Llucià[6], Lluçà[6]
- Croato: Lucijan[3]
- Francese: Lucien[3][7][8]
  - Femminili: Lucienne[5]
- Galiziano: Luciano[6]
  - Ipocoristici: Xano[6]
- Greco antico: Λουκιανὸς (Loukianos)[3][7][8]
- Inglese: Lucian[3][7][8]
- Latino: Lucianus[1][2][3][6][7]
  - Femminili: Luciana[1][5]
- Lettone: Lukiāns
- Lituano: Lukianas
- Polacco: Łucjan[3], Lucjan[3]
- Portoghese: Luciano[3]
  - Femminili: Luciana[5]
- Rumeno: Lucian[3]
  - Femminili: Luciana[5]
- Russo: Лукьян (Luk'jan)[3]
- Spagnolo: Luciano[3][6]
  - Femminili: Luciana[5]
- Ucraino: Лук'ян (Luk'jan)[3]

## Origine e diffusione
Deriva dal cognomen romano Lucianus, patronimico di Lucius (ossia Lucio); significa quindi "discendente di Lucio", "relativo a Lucio", anche se la tradizionale associazione di Lucio con il latino lux porta a volte a interpretarlo come "nato alle prime luci del mattino". Interpretazioni minoritarie associano Luciano a Luca anziché a Lucio.
Questo cognomen, assieme alla sua forma femminile Luciana, divenne nome autonomo agli inizi dell'era cristiana, diffondendosi anche tra i greci nella forma Λουκιανὸς (Loukianos), e rimase in uso per tutto il Medioevo grazie al culto di vari santi così chiamati. In italiano moderno gode di buona diffusione; negli anni 1970 se ne contavano circa 258 000 occorrenze, più altre 161 000 del femminile, sparse in tutta Italia.

## Onomastico

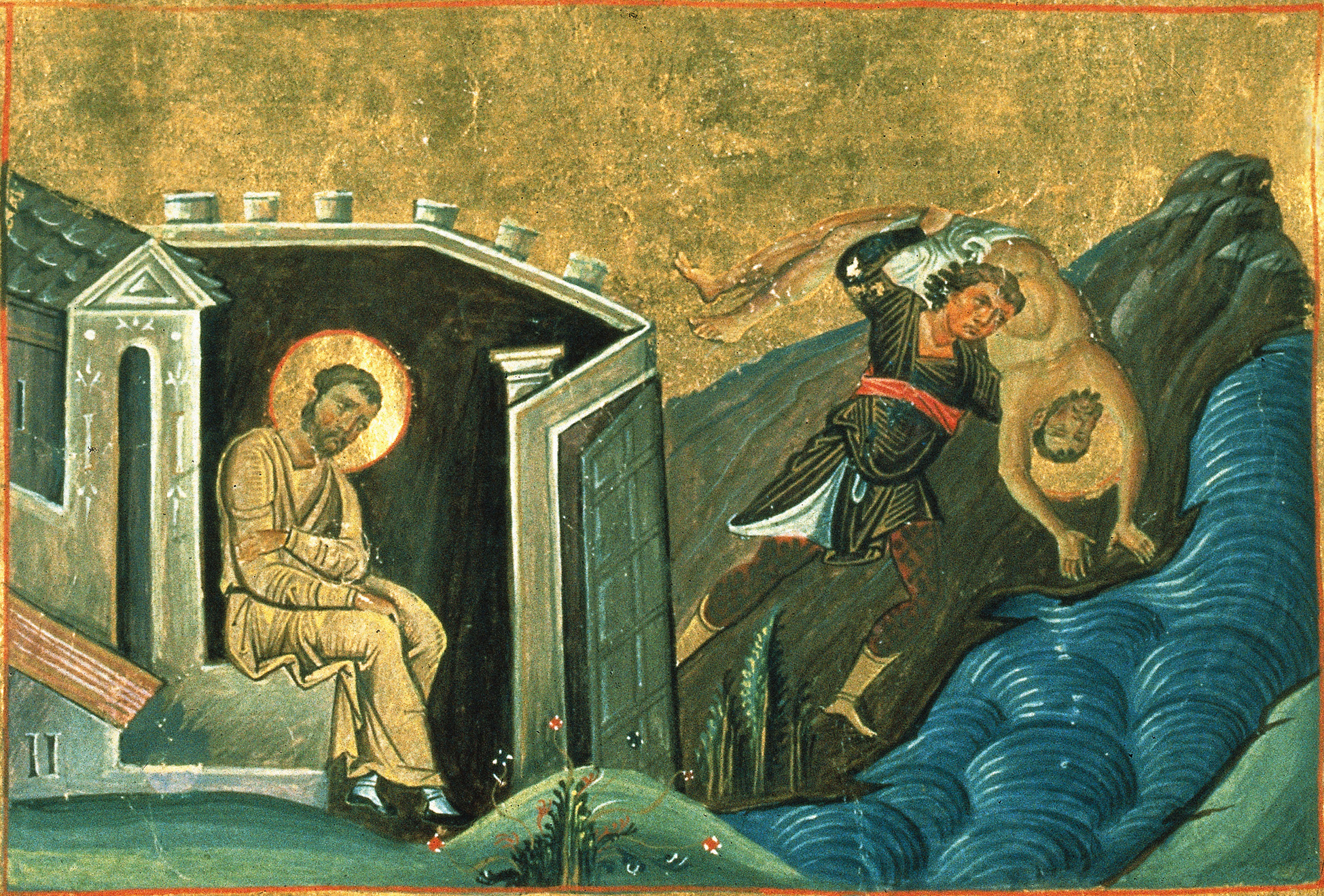
San Luciano di Antiochia

L'onomastico si può festeggiare in memoria di più santi, alle date seguenti:
- 3 gennaio, san Luciano, vescovo di Lentini[1][9][10]
- 7 gennaio, san Luciano di Antiochia, sacerdote e martire a Nicomedia sotto Massimino Daia[1][9][10]
- 8 gennaio, san Luciano, martire con i santi Massimiano e Giuliano a Beauvais[1][9][10]
- 18 maggio, santa Luciana, martire a Bisanzio[1]
- 28 maggio, san Luciano (o Feliciano), martire in Sardegna[1][9][10]
- 6 luglio, san Luciano, martire in Campania con altri 23 compagni sotto Diocleziano[10]
- 7 luglio, san Luciano, martire a Durazzo[1][10]
- 26 ottobre, san Luciano, martire con san Marciano a Nicomedia sotto Decio[1][9][10]
- 18 novembre, beato Luciano Paolo, religioso lasalliano e martire a Lorca[9]
- 24 dicembre, san Luciano, martire a Tripoli[1][10]

## Persone

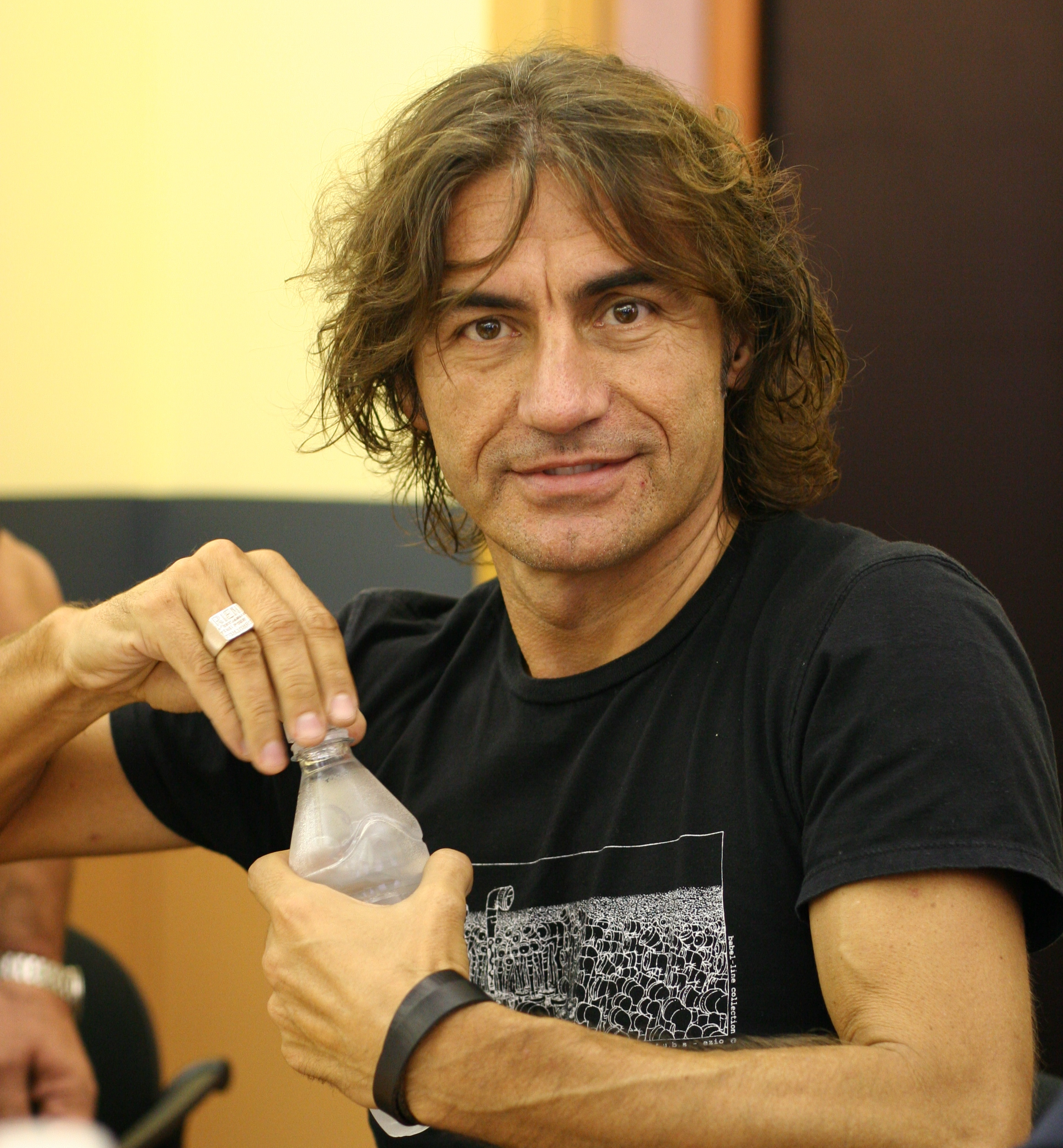
Luciano Ligabue

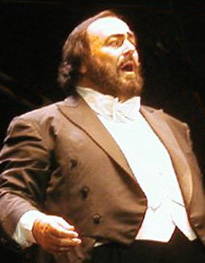
Luciano Pavarotti

- Luciano di Samosata, scrittore, retore e filosofo siro
- Luciano Berio, compositore italiano
- Luciano Benetton, imprenditore, politico e dirigente sportivo italiano
- Luciano Bonaparte, politico e nobile francese
- Luciano Canfora, filologo, grecista, storico e saggista italiano
- Luciano De Crescenzo, filosofo, scrittore, regista e attore italiano
- Luciano Ligabue, cantautore, chitarrista e produttore discografico italiano
- Luciano Pavarotti, tenore italiano
- Luciano Salce, attore, regista, sceneggiatore e paroliere italiano
- Luciano Spalletti, allenatore di calcio italiano

### Variante Lucian
- Lucian Bernhard, pubblicitario e grafico tedesco
- Lucian Blaga, filosofo, poeta e drammaturgo rumeno
- Lucian Freud, pittore tedesco naturalizzato britannico
- Lucian Mureșan, cardinale e arcivescovo cattolico rumeno
- Lucian Perkins, fotografo statunitense
- Lucian Truscott, generale statunitense

### Variante Lucien

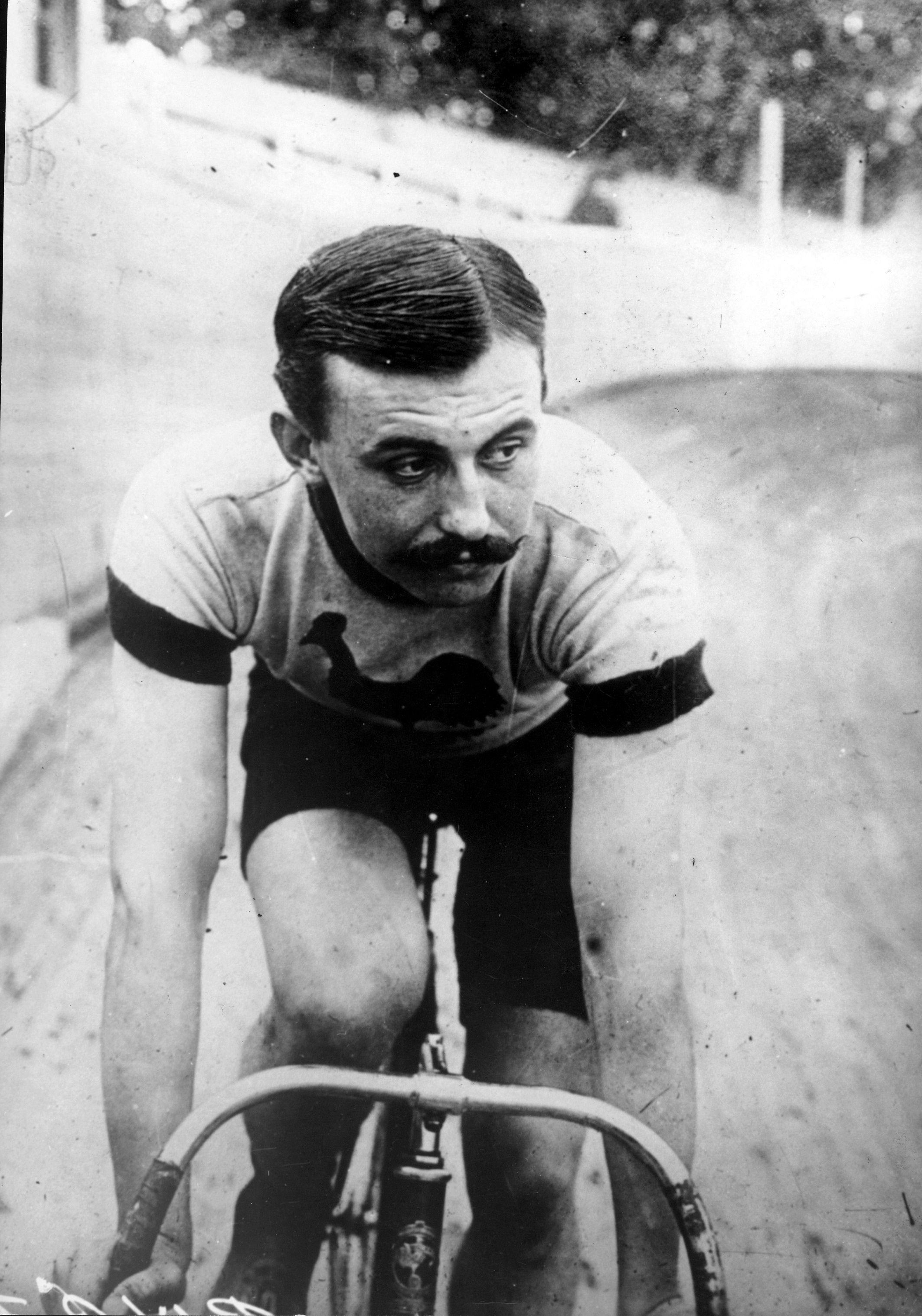
Lucien Petit-Breton

- Lucien Bianchi, pilota automobilistico belga
- Lucien Buysse, ciclista su strada e pistard belga
- Lucien Laberthonnière, sacerdote, filosofo e teologo francese
- Lucien Lévy-Bruhl, filosofo, sociologo, antropologo ed etnologo francese
- Lucien Petipa, danzatore francese
- Lucien Petit-Breton, ciclista su strada e pistard francese
- Lucien Quélet, naturalista e micologo francese
- Lucien Rebatet, scrittore e giornalista francese

### Altre varianti maschili
- Lucjan Malinowski, linguista e viaggiatore polacco

### Variante femminile Luciana

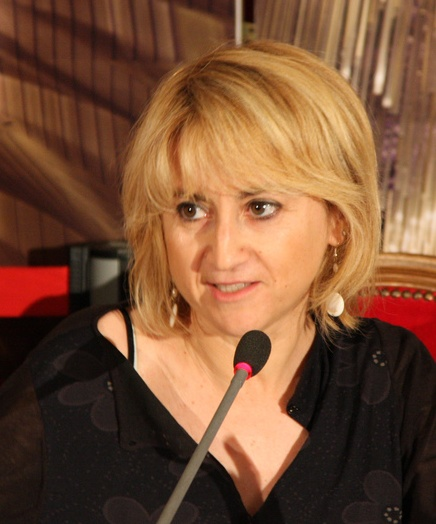
Luciana Littizzetto

- Luciana Angiolillo, attrice italiana
- Luciana Arrighi, scenografa e costumista italiana
- Luciana Castellina, politica, giornalista e scrittrice italiana
- Luciana Frassati, scrittrice italiana
- Luciana Giussani, fumettista ed editrice italiana
- Luciana Littizzetto, comica, attrice, conduttrice radiofonica, conduttrice televisiva e scrittrice italiana
- Luciana Paluzzi, attrice italiana
- Luciana Peverelli, giornalista, scrittrice, sceneggiatrice e fumettista italiana
- Luciana Sbarbati, politica italiana
- Luciana Turina, cantante, attrice e personaggio televisivi italiana

### Variante femminile Lucienne
- Lucienne Boyer, cantante francese
- Lucienne Bréval, soprano drammatico svizzero
- Lucienne Camille, attrice e attrice pornografica britannica
- Lucienne Delyle, cantante francese

## Il nome nelle arti
- Luciano è un personaggio della serie Pokémon.
- Lucian è un campione giocabile nel videogioco League of Legends.
- Luciano Braciola è un personaggio della serie web Leggerezze.
- Lucien Debray è un personaggio del romanzo Il conte di Montecristo di Alexandre Dumas
- Lucien Draay è un personaggio della serie di Guerre stellari.
- Luciano Serra è un personaggio del film del 1938 Luciano Serra pilota, diretto da Goffredo Alessandrini.
- Luciana è la protagonista femminile del primo episodio del film del 1962 Boccaccio '70 (l'episodio, diretto da Mario Monicelli, si intitola appunto Renzo e Luciana).
- Luciana Mazzalupi è un personaggio del film del 1995 Ferie d'agosto, diretto da Paolo Virzì.
- Luciana Morabito è un personaggio del film del 2008 Un'estate al mare, diretto da Carlo Vanzina.
- Luciana Pagliaro è la protagonista femminile del quarto episodio del film del 1964 La mia signora (l'episodio, diretto da Mauro Bolognini, si intitola appunto Luciana).
- Luciana Spagnagatti è un personaggio della miniserie televisiva The Generi.
- Luciana Zanon è la protagonista femminile del film del 1974 C'eravamo tanto amati, diretto da Ettore Scola.